# راندي كولبيبر
راندي كولبيبر (بالإنجليزية: Randy Culpepper)‏ مواليد 16 مايو 1989 في ممفيس، هو لاعب كرة سلة أمريكي. بدأ مسيرته الاحترافية في سنة 2011. يبلغ طوله 6 قدم 0 بوصة (1.8 م).

## المسيرة الاحترافية
لعب مع كرانسي أوكتيابر في الدوري الروسي في موسم 2013–2014، ثم لعب مع الحكمة اللبناني في سنة 2014، ثم لعب مع ليموج سي إس بي في الدوري الفرنسي في سنة 2015، ثم لعب مع بشكتاش لكرة السلة في الدوري التركي في موسم 2015–2016.

## روابط خارجية
- راندي كولبيبر على موقع كرة السلة الأوروبية.كوم (الإنجليزية)
- راندي كولبيبر على موقع كلية كرة السلة في سبورتس رفرنس.كوم (الإنجليزية)
- راندي كولبيبر على موقع ريلجم (الإنجليزية)
- راندي كولبيبر على موقع بروبوليرز (الإنجليزية)
- راندي كولبيبر على موقع سبورتس رفرنس (الإنجليزية)